# Cori (cràter lunar)
Cori és un cràter d'impacte que es troba a l'hemisferi sud de la cara oculta de la Lluna, a menys d'un diàmetre de distància al nord del cràter Baldet. Al nord-oest apareix el cràter Grissom.

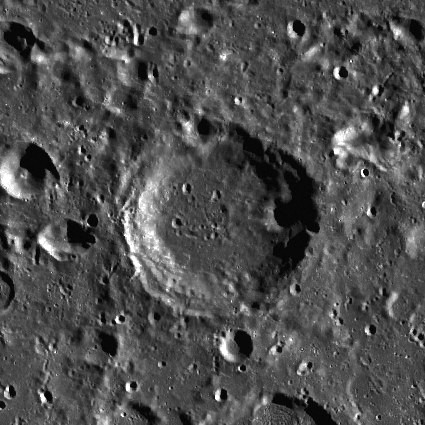
Fotografia de la missió Lunar Reconnaissance Orbiter
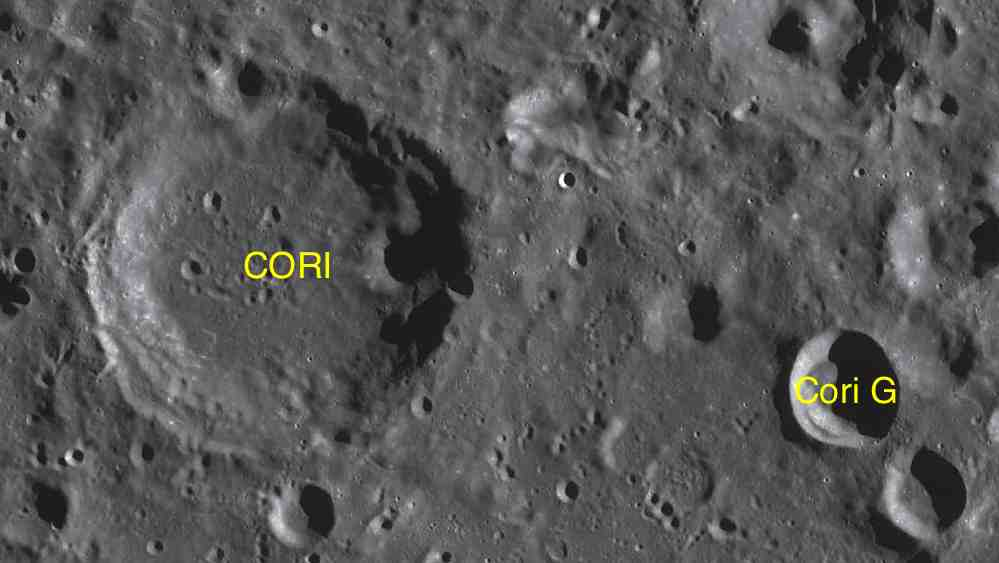
Cràters satèl·lit

Es tracta d'una formació circular amb una vora exterior una mica erosionada. La paret interior presenta un esglaó al voltant del perímetre occidental, on el material s'ha desplomat lleugerament del contorn. Es localitza un petit sortint a la paret nord i un cràter de mida reduïda situat contra la paret interior del costat est. El sòl interior està marcat per uns diminuts cràters, però no mostra crestes o irregularitats notables.
Porta el nom de Gerty Cori, la primera dona estatunidenca a guanyar el Premi Nobel i la primera dona a guanyar aquest premi a la categoria de medicina.

## Cràters satèl·lit
Per convenció aquests elements són identificats en els mapes lunars posant la lletra en el costat del punt central del cràter que està més proper a Cori.
| Cori | Coordenades                            | Diàmetre |
| ---- | -------------------------------------- | -------- |
| G    | 50° 54′ S, 147° 00′ O / 50.9°S,147.0°O | 20 km    |